# Centromerus satyrus
Centromerus satyrus là một loài nhện trong họ Linyphiidae.
Loài này thuộc chi Centromerus. Centromerus satyrus được Eugène Simon miêu tả năm 1884.